# High-Tech Мой компьютер
high-Tech Мій комп'ютер (рос. high-Tech Мой компьютер) — колишнє всеукраїнське комп'ютерне видання. Один з перших комп'ютерних журналів України.
З 1 жовтня 1998 по квітень 2008 видавався видавничим домом з однойменною назвою «Мій комп'ютер». З травня 2008 року по грудень 2011 року журнал видавався видавництвом «СофтПрес». Мова журналу російська, окремі статті були українською.
Станом на вересень 2008 року мав наклад 20,500 примірників. У 2009 році журнал скоротився до 16-32 сторінок, а періодичність виходу знизилася зі щотижневого видання до двох випусків у місяць. У 2011 році вийшло 11 випусків, деякі з них у продаж не надійшли. У лютому 2012 року було повідомлено про припинення видання журналу.

## Загальні дані про журнал
- Реєстраційне свідоцтво: серія КВ № 3503 від 01.10.98
- Передплатний індекс «Укрпошти»: 35327
- Адреса редакції: Україна, Київ, вул. Героїв Севастополя, 10[джерело?]
- Шеф-редактор: Тетяна Кохановська
- Головний редактор: Олександр Васильченко
- Редактори: Дмитро Дахно, Ігор Кім, Антон Шостаковський, Віктор Пушкар, Трурль[що це?]
- Літературні редактори: Ганна Кітаєва, Данило Перцов
- Автори на постійній основі: Надія Баловсяк, Наталя Литовиненко, Bateau, refouler, Максим Деркач, Сергій Яремчук, Сергій Уваров, Сергій та Марина Бондаренки, Трурль[що це?]

## Вигляд журналу

### Формат до 2009 року
| Сторінка  | Тип матеріалу       |
| --------- | ------------------- |
| 1         | Обкладинка          |
| 2-5,31,32 | Реклама             |
| 6-10      | Комп'ютерні новини  |
| 10-29     | Авторські матеріали |
| 30        | Прайс-лист          |

### Формат після 2009 року
| Сторінка | Тип матеріалу       |
| -------- | ------------------- |
| 1        | Обкладинка          |
| 2-3      | Комп'ютерні новини  |
| 4-14     | Авторські матеріали |
| 15-16    | Реклама             |

## Цікаві факти
З 2005 року виходив також білоруський комп'ютерний журнал з такою ж назвою.